# Jacques Delavigne
Pour les articles homonymes, voir Delavigne.
Jacques Delavigne, né le 9 mars 1743 à Mantes-la-Jolie et mort le 1er janvier 1824 à Paris, est un avocat, député de Paris, et président de l’Assemblée électorale de Paris.

## Député de Paris aux États généraux de 1789
Jacques Delavigne, avocat au parlement, est élu député suppléant du Tiers état à Paris en janvier 1789 pour les États généraux de 1789. Il n'est admis à siéger que le 1er février 1791.
Il prononcera notamment un discours au roi lors de l’arrivée de Louis XVI à Paris le 17 juillet 1789. Il est également l’auteur d’un discours à Necker, ministre, le 30 juillet 1789.

## Président de l’Assemblée électorale de Paris
Jacques Delavigne est désigné comme membre de l’Assemblée électorale de Paris par la section de Sainte Geneviève à Paris en juin 1791.
Jacques Delavigne est élu président de l’assemblée le 23 octobre 1791. Il fut réélu le 6 novembre 1791 et occupa la fonction jusqu’en février 1792. 
Il avait été soutenu pour son élection par le Club de la Sainte Chapelle, groupement politique constitué par des membres de l’assemblée dont il était le président.
Les membres de l’Assemblée électorale de Paris avaient constitué le Club de l’Évêché. En septembre 1791, l’assemblée se divise en deux factions : les radicaux restent dans le Club de l’Évêché tandis que les modérés rejoignent le Club de la Sainte Chapelle. Cette dernière organisation regroupe des royalistes et des personnes issues du Club des Feuillants.
Le seul fait d'avoir appartenu à ce club devint un motif d'exclusion de l'assemblée électorale de 1792. Le 2 septembre 1792, l'assemblée décida d’exclure « ceux de ses membres qui auraient assisté à quelque club anticivique, tels que le club monarchique, le club de la Sainte-Chapelle, celui des Feuillants et leurs affiliés, ou qui auraient signé la pétition des 29 000.
Il meurt le 1er janvier 1824 et est inhumé au cimetière du Père-Lachaise (2e division),.

## Sources
- Nau-Deville : Compte rendu des séances électorales de 1791 et de la division du corps électoral en deux sociétés, sous les noms de club de l'Évêché, club de la Sainte-Chapelle. Mode d'élection en France et en Angleterre. Liste des électeurs du club de la Sainte-Chapelle, par un électeur de 1791; Paris, Hérissant, novembre 1791
- Étienne Charavay : Assemblée électorale de Paris, Procès-verbaux : volume 2 (26 août 1791 – 12 août 1792), Cerf, Quantin, Charles Noblet, Paris, 1894
- Étienne Charavay : Assemblée électorale de Paris, Procès-verbaux : volume 3 (2 septembre 1792 – 17 frimaire an II), Cerf, Quantin, Charles Noblet, Paris, 1905
- « Jacques Delavigne », dans Adolphe Robert et Gaston Cougny, Dictionnaire des parlementaires français, Edgar Bourloton, 1889-1891 [détail de l’édition]